# Otto Bucher
Otto Bucher (* 29. Oktober 1901 in Luzern; † unbekannt) war ein Schweizer Ruderer, der bei den Olympischen Spielen 1928 Zweiter im Vierer mit Steuermann wurde.
Otto Bucher war zusammen mit Ernst Haas, Joseph Meyer, Karl Schwegler und Fritz Bösch bereits in den Vorrunden mehrfach auf den ersten Platz gekommen, wurde aber im Final von den Italienern auf den zweiten Platz gedrängt.
Er hatte 1925 an der Universität Zürich in Jura promoviert.